# Harkovska oblast
Harkovska oblast (ukrajinsko Харківська область, latinizirano: Harkiv'ska oblast'), pogovorno tudi Harkovščina (ukrajinsko Харківщина, latinizirano: Harkivščyna), je oblast v vzhodni Ukrajini. Njeno upravno središče je Harkov (ukrajinsko Харків – Harkiv).
Na vzhodu meji z Lugansko, na jugovzhodu z Donecko, na jugu z Dnipropetrovsko, na zahodu s Poltavsko in na severozahodu s Sumsko oblastjo, na severu pa ima državno mejo z Rusijo. Je četrta največja ukrajinska upravna enota tako po površini (31 415 km², kar predstavlja 5,20 % ukrajinskega ozemlja) kot po prebivalstvu (2,63 milijona po podatkih iz leta 2021; več prebivalcev imajo Donecka in Dnipropetrovska oblast ter mesto Kijev).

## Zgodovina
Harkovska oblast je bila ustanovljena 27. februarja 1932. Preden je dobila današnje meje, se je večkrat zmanjšala: še istega leta so nekateri predeli prešli pod novoustanovljeni Doneško in Černigovsko oblast, septembra 1937 so iz zahodnega dela ozemlja ustanovili Poltavsko oblast, januarja 1939 pa je iz severozahodnih predelov nastala Sumska oblast.
Dvakrat, leta 1958 in 1968, je bila nagrajena z redom Lenina, najvišjim državnim priznanjem ZSSR.
Po evromajdanu leta 2014 so v oblasti izbruhnili proruski nemiri in nekaj vladnih stavb so za kratek čas zavzeli separatisti, ki so poskušali razglasiti »Harkovsko ljudsko republiko«. V oblast se je istega leta zateklo več sto tisoč beguncev iz Donbasa po razglasitvi Donecke in Luganske ljudske republike.
Ob začetku ruske invazije na Ukrajino leta 2022 je ruska vojska izvedla ofenzivo na Harkovsko oblast in zasedla slabo polovico njenega ozemlja, vključno z mesti Izjum, Kupjansk in Balaklija. Ukrajinska vojska je v začetku septembra 2022 sprožila protiofenzivo in do konca meseca ponovno zavzela večino oblasti, boji pa potekajo samo še na majhnem območju na skrajnem vzhodu oblasti.

## Upravne delitve
Pred reformo julija 2020 se je oblast delila na 25 rajonov in sedem mest oblastnega pomena, podrejenih neposredno oblastni vladi.
Od oktobra 2020 oblast vsebuje sedem rajonov:
| Rajon              | Upravno središče | Površina (km²) | Prebivalstvo (2021) | Št. gromad |
| ------------------ | ---------------- | -------------- | ------------------- | ---------- |
| Bogoduhivski rajon | Bogoduhiv        | 4510,3         | 124 936             | 5          |
| Izjumski rajon     | Izjum            | 5910,2         | 175 986             | 8          |
| Berestinski rajon  | Berestin         | 4912,8         | 105 948             | 6          |
| Kupjanski rajon    | Kupjansk         | 4618,1         | 133 135             | 8          |
| Lozovski rajon     | Lozova           | 4025,9         | 150 400             | 5          |
| Harkovski rajon    | Harkov           | 2644,3         | 1 745 734           | 15         |
| Čugujivski rajon   | Čugujiv          | 4807           | 197 695             | 9          |

## Prebivalstvo
Po podatkih ukrajinskega popisa prebivalstva leta 2001 so 70,7 % prebivalstva Harkovske oblasti predstavljali Ukrajinci in 25,6 % Rusi, drugih narodnosti je bilo po manj kot odstotek.
Ukrajinščino je kot svoj materni jezik navedlo 53,8 % in ruščino 44,3 % prebivalcev.